# Jarama (metrostation)
Jarama is een metrostation in San Fernando de Henares. Het station werd geopend op 5 mei 2007 en wordt bediend door lijn 7 van de metro van Madrid.